# Майнельвэгыргын
Майнельвэгыргын (в верховье Мейнувеем) — река в России, на севере Дальнего Востока, протекает по территории Анадырского района Чукотского автономного округа. Длина реки — 130 км. Площадь водосборного бассейна — 2000 км².
Название в переводе с чукот. Майнылвэгыргын — «большой водораздел».
Истоки реки находятся в западных отрогах Мейнгыпильгынского хребта. Устьем является река Туманская при слиянии с Ныгчеквеемом. При выходе из гористой местности протекает по плоской широкой долине шириной от 4 до 6 км, где река, кроме основного русла, разделяется на несколько мелких, но глубоких (до 2 м) с обрывистыми берегами проток с медленным течением. В низовьях водоток окружает множество мелких озёр, местность вокруг заболочена.
Вдоль побережья реки произрастают ольхово-кедровостланиковые леса (отдельные деревья достигают высоты 5 м), которые перемежаются лугами и болотами с ивняковыми зарослями.